# Manometer

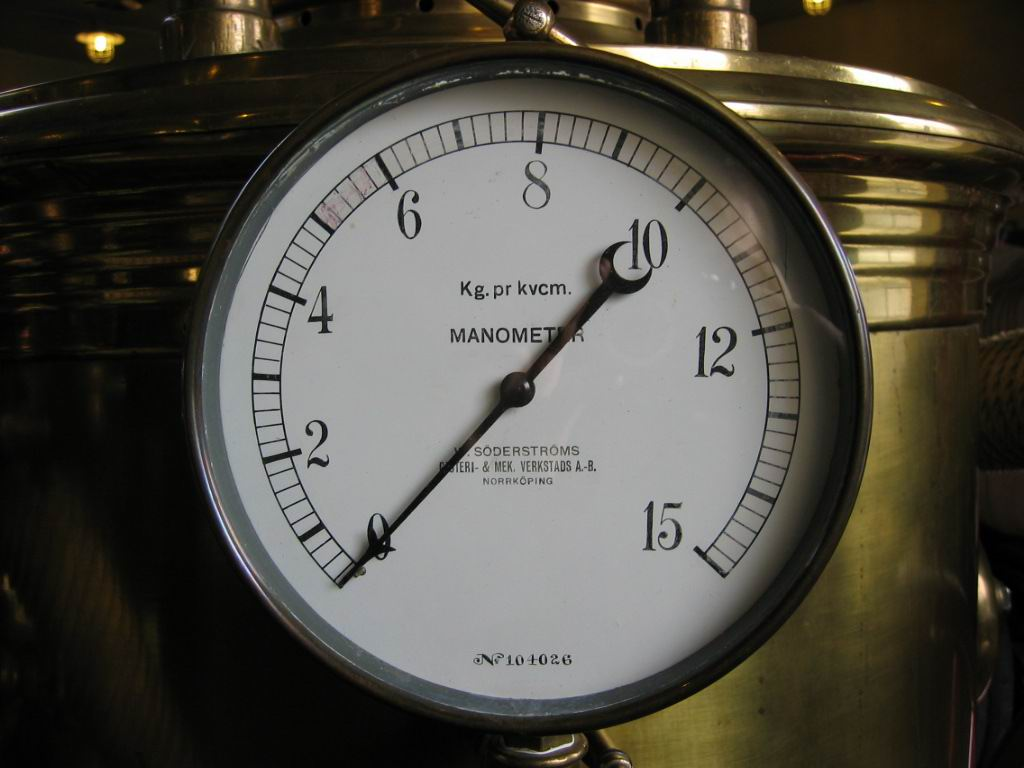
Een manometer op een ketel.

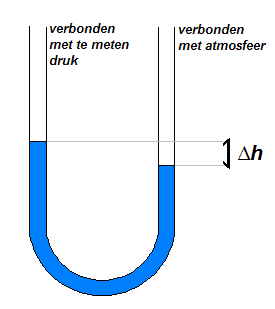
Uit het hoogteverschil in de twee benen kan het drukverschil berekend worden.

Een manometer is een meetinstrument waarmee druk wordt gemeten. De meest gebruikte soort manometer is de metaalmanometer, deze wordt onder andere in cv-ketels gebruikt. Verder wordt om bloeddruk te meten een bloeddrukmeter gebruikt en de barometer om luchtdruk te meten.

## U-vormige buis
Een eenvoudige manometer is een U-vormige buis, de ene kant is in contact met de atmosfeer (en dus op atmosfeerdruk); de andere helft verbonden met de te meten druk. De buis is gevuld met een vloeistof, met kwik, ethanol of water. Wanneer de twee drukken gelijk zijn, bevinden de twee vloeistofoppervlakken zich op hetzelfde niveau, stijgt de te meten druk dan daalt de vloeistof in die kant van de manometer. 
Volgens de hydrostatische wet kunnen we het drukverschil berekenen:
{\displaystyle \Delta p=\rho _{vl}\cdot g\cdot \Delta h}
Voor kleine drukverschillen gebruikt men ethanol, voor grotere kwik.

## Metaalmanometer
De metaalmanometer bevat een metalen trommeltje met een veerkrachtige wand. Dit trommeltje wordt ingedrukt door de druk van het te meten gas. Ingedrukt zal het trommeltje van vorm veranderen en deze verandering wordt omgezet in een meteruitslag.
Een ander soort metaalmanometer bevat een gekromd metalen buisje. Ook dit buisje zal door de druk van een gas van vorm veranderen, waardoor een meter uitslaat. 